# Norichio Nieveld
Norichio Nieveld ('s-Hertogenbosch, 25 aprile 1989) è un calciatore olandese, difensore del Papendrecht.

## Carriera
Debutta in Eredivisie il 1º febbraio 2009 nella sconfitta fuori casa contro il N.E.C. per 1-0. Gioca l'ultima partita con il Feyenoord l'8 febbraio 2009 nel pareggio casalingo a reti inviolate contro il Groningen, dove al 42º viene espulso. Debutta con l'Excelsior il 7 agosto 2009 nel pareggio casalingo per 2-2 contro il Telstar. Segna il primo gol con i nuovi compagni il 21 agosto 2009 nella partita vinta in casa per 2-0 contro il Veendam, dove al 78º chiude la partita. Segna l'ultimo gol con l'Excelsior il 22 settembre 2010 nella vittoria fuori casa in coppa per 0-3 contro il WKE. Gioca l'ultima partita nell'Excelsior il 6 maggio 2012 nella sconfitta casalinga per 1-3 contro il PSV.
Debutta con il PEC Zwolle il 1º settembre 2012 nella sconfitta casalinga per 0-4 contro il N.E.C., partita in cui subentra al 74º a Furdjel Narsingh.

## Palmarès

### Club

#### Competizioni nazionali
- Eerste Divisie: 1

PEC Zwolle: 2011-2012